# Ахвердян Ованес Барсегович
Ованес Барсегович Ахвердян (вірм. Հովհաննես Բարսեղի Հախվերդյան) або Іван Васильович Ахвердов (рос. Иван Васильевич Ахвердов; 29 липня 1873 — 28 квітня 1931) — російський та вірменський військовий діяч, генерал-майор Російської імператорської армії (1915) та генерал-лейтенант армії Республіки Вірменія. Учасник російсько-японської війни та Першої світової війни. З 15 червня 1918 року до березня 1919 року обіймав посаду військового міністра Республіки Вірменія. У 1930 році його заарештовано ОДПУ за звинуваченням у контрреволюційній діяльності, а наступного року засуджено та розстріляно. Кавалер ордена Святого Георгія 4-го ступеня та Георгіївської зброї.

## Біографія

### Ранні роки
Народився 29 липня 1879 року в Санкт-Петербурзі. Походив з дворянської родини вірмено-григоріанського віросповідання, син дійсного статського радника Василя Федоровича Ахвердова, молодший брат генерал-майора Гавриїла Васильовича Ахвердова. До 1914 був не одружений.

### Військова служба
У 1890 році закінчив 1-й кадетський корпус і 1 вересня того ж року вступив до Російської імператорської армії. У 1892 році закінчив 1-е військове Павловське училище і 4 серпня 1892 приведений у підпоручники зі старшинством з 5 серпня 1891 (за іншими даними — старшинство з 4 серпня 1892) і призначенням в 147-й Самарський піхотний полк. У 1895 році був проведений у поручики зі старшинством з 5 серпня 1895, а в 1900 — в штабс-капітани зі старшинством з 6 травня 1900 року. У 1902 році закінчив Миколаївську академію Генерального штабу по 1-му розряду і «за відмінні успіхи в науках» 28 травня 1902 був здійснений у капітани. З 17 жовтня 1902 по 17 лютого 1904 відбував цензове командування ротою в 147-му піхотному Самарському полку.
Брав участь у російсько-японській війні 1904—1905 років. З 17 лютого 1904 по 27 червня 1906 був обер-офіцером для особливих доручень при штабі 1-го Сибірського армійського корпусу, учасник всіх боїв корпусу. 27 червня 1906 був зведений у підполковники зі старшинством з 2 квітня 1906 і призначений штаб-офіцером для доручень при штабі військ Семиріченської області. З 1 червня по 27 вересня 1909 року відбував цензове командування батальйоном у 85-му Виборзькому піхотному полку. З 9 жовтня 1909 року по 23 липня 1913 року був старшим ад'ютантом штабу Туркестанського військового округу. 18 квітня 1910 року був зведений до звання полковника. З 23 липня 1913 по 18 липня 1914 був начальником штабу 1-ї Туркестанської козацької дивізії.

### Перша світова війна
Брав участь у Першій світовій війні. 18 липня 1914 року призначений начальником штабу Свеаборзької фортеці, 1 травня 1915 — командиром 3-го стрілецького Фінляндського полку. 21 січня 1916 «за відмінності у справах проти ворога» був приведений в генерал-майори зі старшинством з 22 жовтня 1915.
На чолі свого полку відзначився у боях і удостоївся георгіївських нагород. 3 лютого 1916 року за поданням командувача 11-ї армії був нагороджений орденом Святого Георгія 4-го ступеня:
11 травня 1916 року був призначений начальником штабу 127-ї Трапезундської піхотної дивізії. З 26 липня 1916 по 20 лютого 1917 був начальником штабу 2-го Кавказького кавалерійського корпусу в Ірані. З 20 лютого по 24 червня 1917 року був начальником штабу 7-го окремого Кавказького армійського корпусу, з 24 червня по 10 жовтня 1917 року — командиром 5-ї Фінляндської стрілецької дивізії, а 10 жовтня 1917 року був призначений командиром 3-ї Фінляндської стрілецької дивізії.

### У Республіці Вірменія та СРСР
З квітня 1918 по березень 1919 був військовим міністром Республіки Вірменія, пізніше обіймав посаду начальника штабу вірменської армії. З травня 1920 по листопад 1921 був помічником військового міністра Республіки Вірменія. В 1919 отримав звання генерал-лейтенанта вірменської армії.
Після встановлення у Вірменії радянської влади, за одними даними, емігрував, а потім повернувся до СРСР, за іншими — був узятий у полон. Служив у РСЧА, пізніше працював рахівник Арменторга в Ленінграді.
23 грудня 1930 року був заарештований органами ОДПУ та звинувачений у контрреволюційній діяльності. 25 квітня 1931 року був засуджений до розстрілу. Вирок виконаний 28 квітня того ж року. Реабілітований 20 жовтня 1989.

## Нагороди
- Орден Святого Георгія 4-го ступеня (3 лютого 1916);
- Георгіївська зброя (2 березня 1916 р.);
- Орден Святого Володимира 4-го ступеня з мечами та бантом (1906);
- Орден Святого Станіслава 2-го ступеня з мечами (1906);
- Орден Святої Анни 2-го ступеня з мечами (1906);
- Орден Святої Анни 3-го ступеня з мечами та бантом (10 липня 1905 р.);
- Орден Святого Станіслава 3-го ступеня з мечами та бантом (1905);
- Орден Святої Анни 4-го ступеня з написом «За хоробрість» (1905).